# Перехід Києва від Речі Посполитої Московському Царству

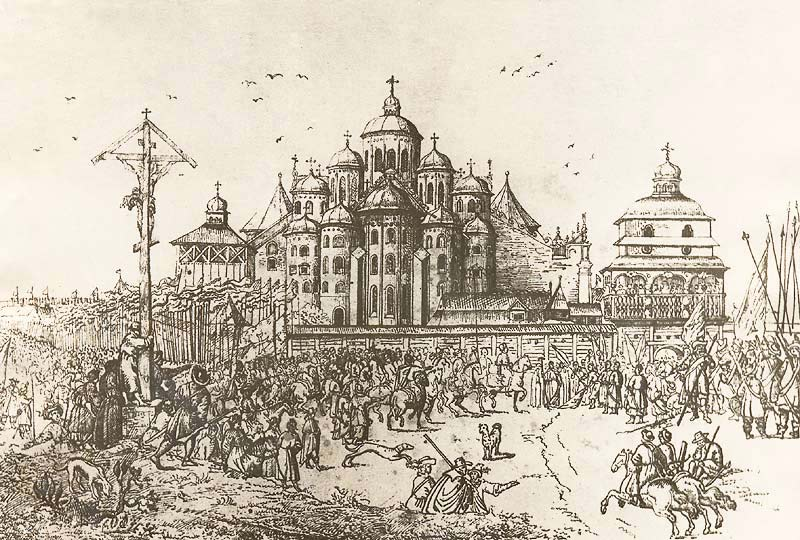
Київський Софійський собор на малюнку Абрагама ван Вестерфельда (1651)

Києвський перехід — відповідальність Речі Посполитої перед Московією за українські території, яка відбулася в рамках «Вічного миру» 1686 року, на основі якого Річ Посполита визнала Московську владу над Києвом.

## Передісторія
Після Переяславської ради 1654 року, за даними історика Бориса Грекова, кияни відзначили присягу московському царю Олексію Михайловичу на площі перед церквою Успіння Богородиці Пирогощої. У Києві, а також у декількох інших українських містах, були розташовані московські гарнізони за Березневими статтями. Упродовж московсько-польської війни 1654—1667 років, московський гарнізон у Києві, складений зі стрільців і рейтарів, утримував місто протягом тринадцяти років, відбивши спробу українських козаків під проводом Івана Виговського звільнити Київ у 1658 році. У 1660 році московський ставлений Василь Шереметєв відмовився служити московському цареві, виступив на захід, але був розгромлений й капітулював під Чуднівцем. Інший московський воєвода Юрій Барятинський, залишивши Київ, відмовився передати місто полякам на умовах угоди з Шереметєвим. Поляки не змогли захопити місто силою.

## Дипломатичний обмін

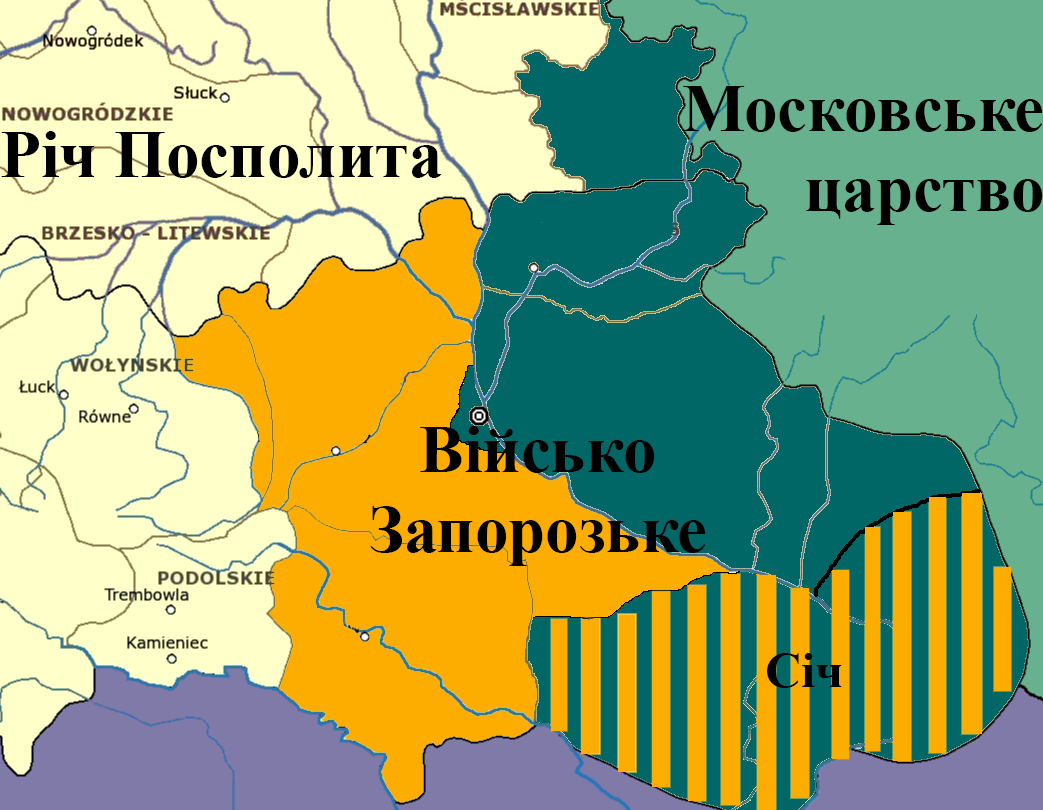
Розділ України за Андрусівським договором 1667 року

Згідно з Андрусівським перемир'ям 1667 року, що завершили московсько-польську війну, Лівобережна Україна перейшла від Речі Посполитої до Московської держави. Розділ Гетьманщини по Дніпру став підтвердженням територіальних та політичних змін, які відбулися під час громадянської війни («Руїни») і розколу Гетьманщини у 1660-х роках. Київ, розташований на правому березі Дніпра, був винятком, оскільки московський гарнізон залишався в місті. Згідно з умовами Андрусівського перемир'я, Київ разом із прилеглою територією залишався у Московії ще два роки, після чого повинен був бути переданий Речі Посполитій.

## Дипломатичні торги
Влада Речі Посполитої спочатку відмовлялася передавати Київ Московії. Її представники наголошували, що Київ — «вічне добро нашого господаря», і використовували різні приводи, щоб відкласти передачу, сподіваючись на кращі умови для переговорів. У контексті польсько-турецької війни переговори про «Вічний мир» відновилися. Польська сторона заявила, що Київ можна буде отримати «за кров». Попри це, польська сторона виявила готовність обговорити фінансову компенсацію як альтернативний спосіб врегулювання ситуації.
Польська сторона шукала фінансову підтримку та військову допомогу, тому вони погодилися відмовитися від Києва за певну суму грошей. Під час тривалих переговорів, Московії вдалося знизити початкові вимоги польської сторони.